# Округ Галанта
Округ Галанта (слч. Okres Galanta) округ је у Трнавском крају, у Словачкој Републици. Административно средиште округа је град Галанта.

## Географија
Налази се у централном дијелу Трнавског краја.
Граничи:
- на сјеверу је Округ Трнава и Округ Хлоховец,
- источно Њитрански крај,
- западно Братиславски крај,
- јужно Округ Дунајска Стреда.

Клима је умјерено континентална.

## Становништво
| Година:    | 1994.  | 2004.   | 2014.   | 2024.   |
| ---------- | ------ | ------- | ------- | ------- |
| Број људи: | 93 667 | 94 936  | 93 682  | 95 210  |
| Разлика:   |        | +1,35 % | -1,32 % | +1,63 % |

| Година:    | 2023.  | 2024.   |
| ---------- | ------ | ------- |
| Број људи: | 95 457 | 95 210  |
| Разлика:   |        | -0,25 % |

Према подацима о броју становника из 2011. године округ је имао 93.682 становника. Словаци чине 59,64% становништва.
| Етнички састав (2011)‍ | Етнички састав (2011)‍ | Етнички састав (2011)‍ | Етнички састав (2011)‍ | Етнички састав (2011)‍ |
| --------------------- | --------------------- | --------------------- | --------------------- | --------------------- |
|                       |                       |                       |                       |                       |
| Словаци               | Словаци               |                       | 0                     | 59,64%                |
| Мађари                | Мађари                |                       | 0                     | 35,04%                |
| Роми                  | Роми                  |                       | 0                     | 0,57%                 |
| остали, непознато     | остали, непознато     |                       | 0                     | 4,75%                 |

## Насеља
У округу се налази три града и 33 насељена мјеста. Градови су Галанта, Сеређ и Сладковичово.